# Comuna Șoldanu, Călărași
Șoldanu (în trecut, Negoești) este o comună în județul Călărași, Muntenia, România, formată din satele Negoești și Șoldanu (reședința).

## Așezare
Comuna se află în vestul județului, pe malul stâng al Argeșului, în aval de orașul Budești. Comuna este traversată de șoseaua națională DN4, care leagă Oltenița de București. La Șoldanu, acest drum se intersectează cu șoseaua județeană DJ403, care duce spre sud la Radovanu și spre nord-est la Luica și Mânăstirea (unde se termină în DN31). Prin comună trece și calea ferată București-Oltenița, pe care este deservită de haltele Negoești și Șoldanu.

## Demografie
Componența etnică a comunei Șoldanu
     Români (67,2%)
     Romi (22,6%)
     Alte etnii (0,06%)
     Necunoscută (10,13%)
Componența confesională a comunei Șoldanu
     Ortodocși (88,93%)
     Alte religii (0,67%)
     Necunoscută (10,41%)
Conform recensământului efectuat în 2021, populația comunei Șoldanu se ridică la 3.296 de locuitori, în scădere față de recensământul anterior din 2011, când fuseseră înregistrați 3.565 de locuitori. Majoritatea locuitorilor sunt români (67,2%), cu o minoritate de romi (22,6%), iar pentru 10,13% nu se cunoaște apartenența etnică. Din punct de vedere confesional, majoritatea locuitorilor sunt ortodocși (88,93%), iar pentru 10,41% nu se cunoaște apartenența confesională.

## Politică și administrație
Comuna Șoldanu este administrată de un primar și un consiliu local compus din 13 consilieri. Primarul, Ion Bucur[*], de la Partidul Social Democrat, este în funcție din 1 noiembrie 2024. Începând cu alegerile locale din 2024, consiliul local are următoarea componență pe partide politice:
|  | Partid                          | Consilieri | Componența Consiliului | Componența Consiliului | Componența Consiliului | Componența Consiliului | Componența Consiliului | Componența Consiliului | Componența Consiliului | Componența Consiliului |
|  | ------------------------------- | ---------- | ---------------------- | ---------------------- | ---------------------- | ---------------------- | ---------------------- | ---------------------- | ---------------------- | ---------------------- |
|  | Partidul Social Democrat        | 8          |                        |                        |                        |                        |                        |                        |                        |                        |
|  | Partidul Național Liberal       | 4          |                        |                        |                        |                        |                        |                        |                        |                        |
|  | Alianța pentru Unirea Românilor | 1          |                        |                        |                        |                        |                        |                        |                        |                        |

## Istorie
La sfârșitul secolului al XIX-lea, pe teritoriul actual al comunei funcționa comuna Aprozi-Negoești, în plasa Negoești a județului Ilfov. Ea era formată din satele Aprozi, Frecați, Lacu Cocorului și Negoești, având în total 1235 de locuitori, ce trăiau în 281 de case și 12 bordeie. În comună funcționau o moară cu aburi, două biserici (la Aprozi și Negoești) și o școală mixtă, iar principalii proprietari de pământuri erau generalul Manu, statul și Elena C. Cornescu. Anuarul Socec din 1925 consemnează această comună în plasa Budești a aceluiași județ, sub numele de Aprozi, având în compunere satele Aprozi, Negoești și Șoldanu. În 1931, a apărut comuna actuală, denumită Negoești și formată din satele Negoești-Poșta și Șoldanu.
În 1950, comuna a trecut în administrarea raionului Oltenița din regiunea București, revenind la județul Ilfov în 1968, ea având atunci deja numele de Șoldanu, de la noua reședință. În 1981, o reorganizare administrativă regională a dus la transferarea comunei la județul Călărași.

## Monumente istorice
În comuna Șoldanu se află mănăstirea Negoiești, monument istoric de arhitectură de interes național, datând din 1649. Ansamblul se află la marginea de est a satului Negoești, pe marginea DN4, și este alcătuit din biserica „Sfinții Mihail și Gavril” (1649), din ruinele unor chilii și din zindul de incintă (1777).